# United States Mint

Zegel van de United States Mint

De United States Mint is door het Amerikaans Congres opgericht in 1792 door middel van de Coinage Act of 1792, destijds viel het onder het United States Department of State. De eerste Munt stond in Philadelphia, toen was dat de hoofdstad van het nieuw gevormde land. Het was tevens het eerste gebouw dat gebouwd was onder de nieuwe grondwet. Heden ten dage heeft de Mint het hoofdkantoor in Washington DC, heeft het kantoren in Philadelphia, Denver, San Francisco en West Point en de edelmetaal bewaarder Fort Knox nabij de gelijknamige plaats.
De Mint werd in 1799 een onafhankelijk onderdeel van de overheid. Onder de Coinage Act of 1873 werd het onderdeel van het ministerie van Financiën. Het werd onder de auspiciën van de Penningmeester van de Verenigde Staten geplaatst in 1981. Munten die heden ten dage geslagen worden als wettig betaalmiddel worden uitsluitend voor rekening geslagen van de schatkist.

## Geschiedenis
De eerste directeur van de United States Mint was David Rittenhouse. Op dit moment wordt de functie vervuld door waarnemend directeur Richard Peterson. De eerste opzichter en Chief Coiner was Henry Voigt, hij krijgt ook erkenning voor een aantal van de eerste ontwerpen van de eerste munten van de Verenigde Staten. Een andere belangrijke positie is die van Chief Engraver (Hoofd Graveur), welke werd bezet door onder andere Frank Gasparro, William Barber, Charles E. Barber, James B. Longacre, Christian Gobrecht en Anthony C. Paquet. Frank Gasparro is vooral bekend van zijn 1 cent met daarop het Lincoln Memorial waar ook het beeld van Licoln in te zien is.
De Mint heeft, sinds de opening van de Philadelphia Mint, verschillende satellietlocaties geopend in de Verenigde Staten. De Philadelphia Mint opende zijn deuren in 1792 in een pand genaamd: Ye Olde Mint. Met de opening van de satellietlocaties kwam ook de behoefte aan munttekens, een manier om te tonen waar de munt geslagen is. De eerste van deze satellieten waren in Charlotte, North Carolina (1838–1861), Dahlonega, Georgia (1838 – 1861) en New Orleans, Louisiana (1838–1909).
Zowel de Munt van Charlotte (muntteken was een C) als de Munt van Dahlonega (muntteken was een D) werden geopend om de lokale goudvoorraden om te zetten naar munten. Zij muntten dus alleen gouden munten. De Amerikaanse Burgeroorlog zorgde ervoor dat beide faciliteiten permanent gesloten werden. De Munt in New Orleans (muntteken was een O) sloot de deuren aan het begin van de Burgeroorlog (1861) en opende de deuren pas weer aan het einde van de Reconstructieperiode in 1879. Gedurende de twee periodes dat de Munt in bedrijf was heeft het zowel gouden als zilveren munten geslagen. Dit gebeurde in elf denominaties, hoewel er nooit meer dan tien denominaties tegelijkertijd geslagen werden. De munten die er geslagen zijn zijn de volgende: Drie cent munten, half dimes, dimes, quarters, halve dollars, maar ook gouden dollars, Quarter Eagles, half eagles, eagles en double eagles).
Een speciale locatie van de U.S. Mint werd in 1920 in Manilla (Filipijnen) geopend. Destijds was dat nog een kolonie van de V.S. Tot op heden is dit de enige locatie welke ooit is geopend buiten het continentale deel van de Verenigde Staten. De Munt van Manilla was ook verantwoordelijk voor het slaan van munten voor de kolonie in een, vijf, tien, twintig en vijftig centavo denominaties. Deze locatie produceerde van 1920 tot 1922 en van 1925 tot 1941. Munten dragen het muntteken M (voor Manilla) of helemaal geen, vergelijkbaar met Philadelphia in die tijd.
In 1864 is er opdracht gegeven voor de bouw van een locatie in The Dalles, Oregon. De munt had goud moeten gebruiken uit Canyon City, maar de toevoer begon te haperen en bouwvakkers liepen soms weg om naar goud te gaan zoeken. De nekslag voor de bouw was een overstroming van de Columbia River. De bouw stopte in 1870 waardoor deze locatie nooit enige munten heeft geslagen, het pand staat er tot op de dag van vandaag wel.

## Huidige locaties
Momenteel bevinden zich vijf verschillende locaties verspreid over de Verenigde Staten. Allen bevinden zich ophet continentale deel van het land en buiten Alaska.

### Philadelphia

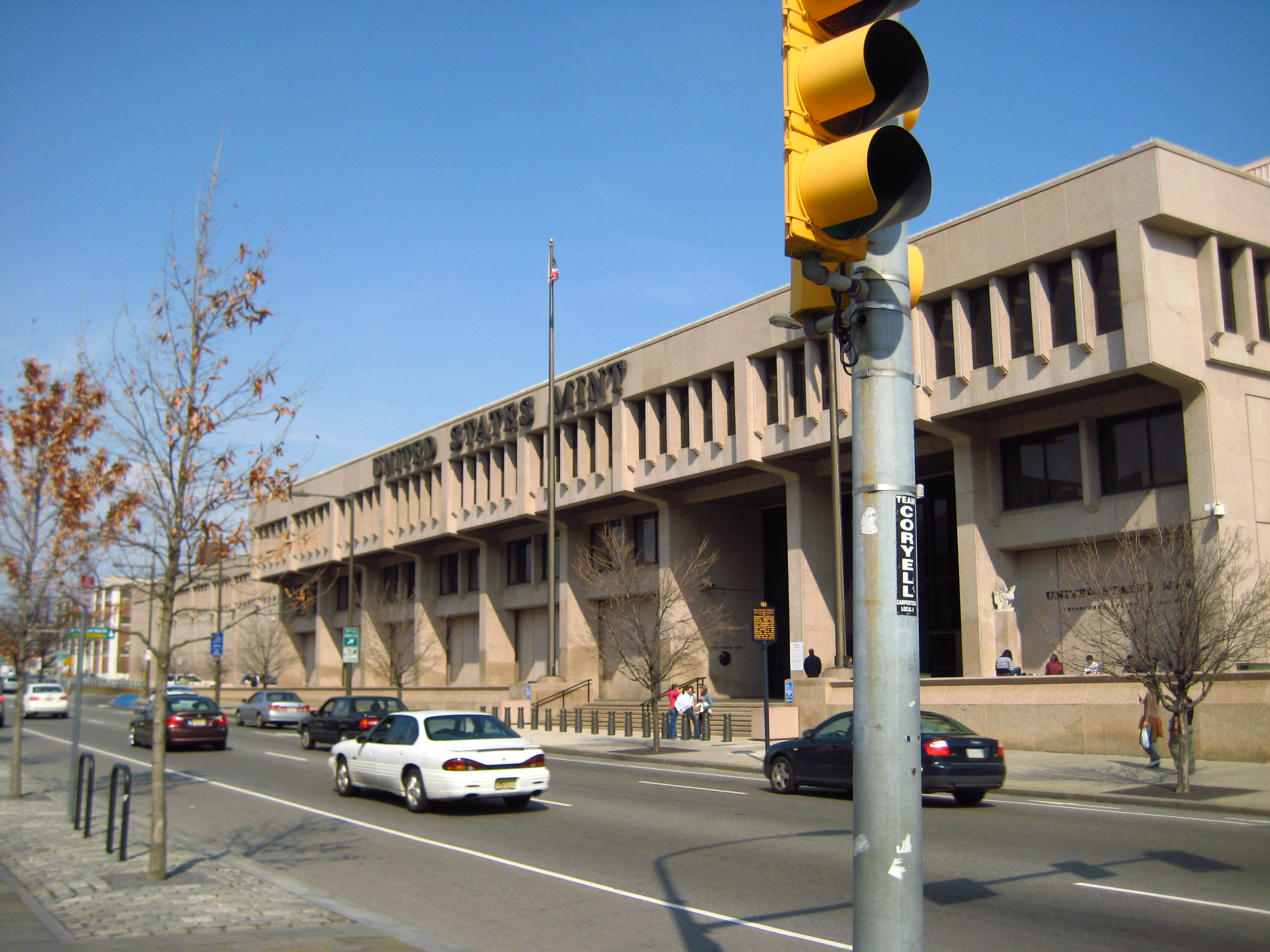
De Philadelphia Mint

De grootste vestiging van de Mint is de Philadelphia Mint, een van de vier munten producerende vestigingen. De huidige vestiging in Philadelphia is de vierde en opende zijn deuren in 1969. De eerste vestiging is gebouwd in 1792, toen Philadelphia nog de hoofdstad van de V.S. was, en begon een jaar later met het slaan van munten. Tot 1980 kregen munten geslagen in Philadelphia nog geen muntteken, met uitzondering van een speciale dollar met als thema Susan B. Anthony en de Jefferson nickel welke geslagen is tijdens de oorlog. In 1980 werd het muntteken P op alle munten geslagen, met uitzondering van de cent. Tot 1968 was de Philadelphia Mint verantwoordelijk voor alle Proof Munten. Philadelphia is ook de locatie waar de hoofdstemspels geproduceerd worden. Ook de ontwerpafdeling en het graveren van de stempels gebeurd in Philadelphia.

### Denver

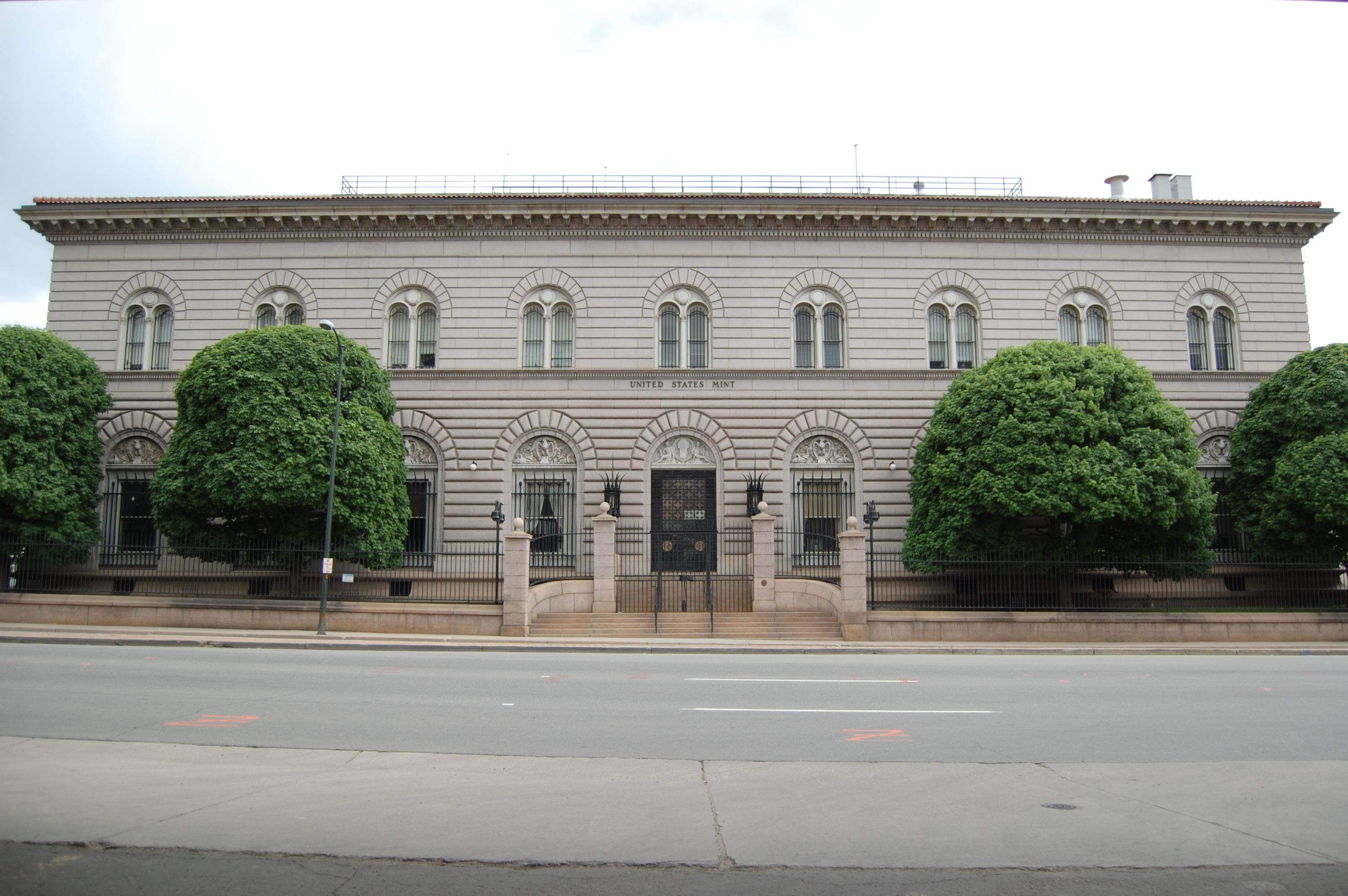
Gebouw van de Denver United States mint

De Mint van Denver werd opgericht in 1863 als een locatie waar de puurheid van de munten getest werd. Dit gebeurde al 5 jaar nadat er voor het eerst goud in de buurt gevonden werd. In 1906 werd een nieuwe locatie geopend. Denver gebruikt de letter D als muntteken en slaat nu alleen munten voor circulatie. Ondanks dat sloeg het in 1984 toch de $10 herdenkingsmunt voor de Olympische Spelen van 1984 in Los Angeles. Deze locatie maakt wel zelf de productiestempels, maar maakt ze ook voor andere locaties van de US Mint. Ondanks dat de locaties in Dahlonega en Denver beide de letter D hebben gebruikt, is er nooit de mogelijkheid tot verwarring ontstaan, de locaties hebben nooit tegelijkertijd geopereerd.

### San Francisco

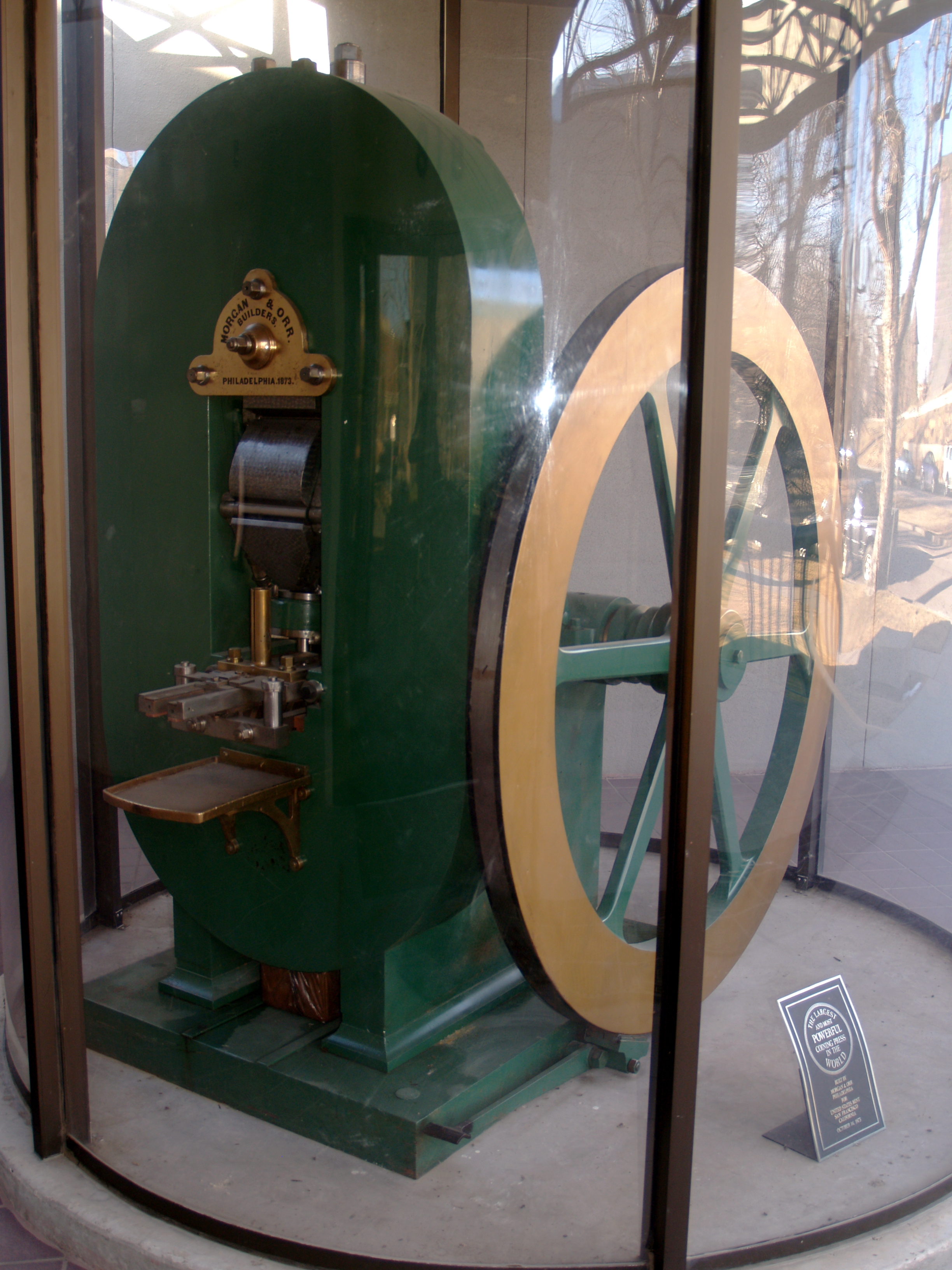
Dit is de grootste en meest krachtige muntpers ter wereld. In 1873 gebouwd voor de San Francisco Mint door Morgan & Orr. Momenteel staat deze in de ANA Money Museum in Colorado Springs.

De Mint van San Francisco opende zijn deuren in 1854 om de goudvelden van de Californische goldrush te kunnen bedienen. De San Francisco Mint gebruikt de letter S. Al snel na opening groeide het bedrijf uit de voegen en verhuisde in 1874 naar een nieuw pand. Dit gebouw, een van de weinige die de aardbeving van 1906 overleefde, diende tot 1937, toen de huidige locatie haar deuren opende. Het moest zijn deuren in 1955 sluiten, maar deze gingen 10 jaar later weer open vanwege de tekorten aan munten in het midden van de jaren 60. In 1968 nam het het grootste deel over van de proof-muntslag van Philadelphia, sinds 1975 produceert de San Francisco Mint nog uitsluitend proof-munten. Uitzondering vormt de slag van de Susan B. Anthony dollar en een deel van de muntslag van centen in het begin van de jaren 80. Deze laatste munten zijn niet te onderscheiden van munten geslagen in Philadelphia.

### West Point
De West Point Mint is de jongste locatie van de US Mint, het verkreeg in 1988 officiële status als Mint. De voorganger van de West Point Mint was de West Point Bullion Depository, opslag voor goud en andere waardevolle items in eigendom van de federale overheid, deze opende de deuren in 1937, van 1973 tot 1986 werden er US Pennys (centen) geslagen. Tezamen met deze, welke identiek waren aan de centen geslagen in Philadelphia, heeft West Point een grote hoeveelheid herdenkings- en proofmunten geslagen, welke allen het muntteken W dragen. In 1996 sloeg West Point dubbeltjes, welke uitsluitend bedoeld waren voor verzamelaars, dus niet voor circulatie. West Point wordt nog altijd gebruikt voor opslag van waardevolle spullen zoals goud voorraden, waardepapieren etc. Daarnaast is West Point de enige locatie waar de VS gouden, zilveren en platina American Eagle munten laat slaan.

### Fort Knox
Fort Knox is geen productiecentrum van de US Mint. Het complex ligt direct naast de plaats Fort Knox, Kentucky. Het belangrijkste doel van deze locatie is opslag van grote hoeveelheden goud en zilver van de VS en andere landen.

## Functies
De US Mint heeft verschillende grote en kleine marketing campagnes gehouden. Een aantal producten die de Mint produceert zijn onder andere: speciale muntsets voor verzamelaars, medailles voor de Verenigde Staten, American Eagle munten in goud, zilver en platina en herdenkingsmunten voor Amerikaanse gelegenheden zoals het 200-jarig bestaan van de Amerikaanse Grondwet.
De Mint heeft de volgende functies:
- Productie van binnenlands edelmetaal en buitenlandse munten;
- Fabriceren en verkopen van Amerikaanse herdenkingsmunten en -penningen;
- Ontwerpen en produceren van de congressional gold medailles;
- Ontwerpen, produceren en verkopen van speciale munten;
- Bewaken en controleren van edelmetaal;
- Uitbetaling goud en zilver voor de toegestane doeleinden;
- Distribueren van munten van de verschillende Munten naar de Federal Reserve Banks.

Merk op dat de Munt niet verantwoordelijk is voor de productie van bankbiljetten, dat is de verantwoordelijkheid van de Bureau of Engraving and Printing.
In 2000 was de Mint verantwoordelijk voor 28 miljard munten. In het Engelstalige stuk United States Mint coin production staan de jaarlijkse productieaantallen van elke afzonderlijke munt.
De United States Mint Police, een federale wetshandhavingdienst, is verantwoordelijk voor de bescherming van de panden, medewerkers en de reserves.

## Munttekens

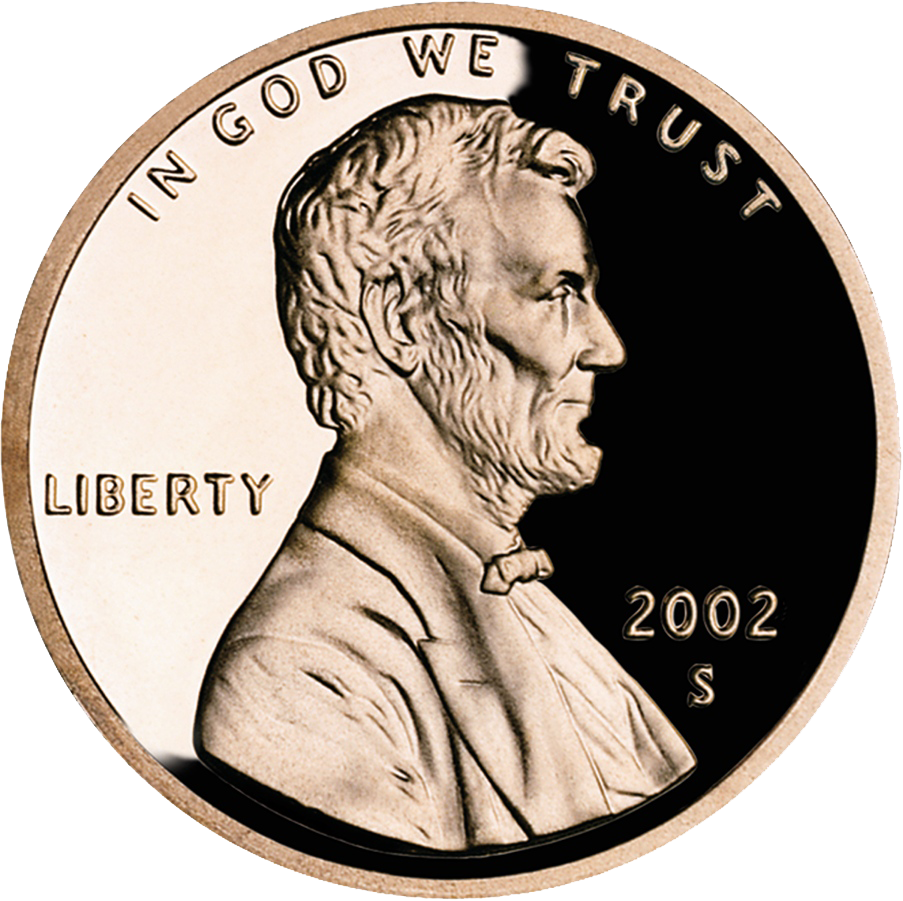
Herdenkingscent van Lincoln, met het S muntteken van de San Francisco.

Met de uitzondering van een korte periode tussen 1838 en 1839, hebben alle munten geslagen vóór 1909 een weergave met het muntteken van die tak. Het muntteken staat op de keerzijde. Grotere denominaties van gouden en zilveren munten werden gelabeld met de Dahlonega, Charlotte, en New Orleans munttekens (respectievelijk D, C en O) op de voorzijde (net boven de jaartallen) in die twee jaar. Carson City, die tussen 1870-1893 diende als een Amerikaanse munt tak, produceerde munten met een CC muntteken. De Manilla Mint, de enige overzeese munt, die de Amerikaanse territoriale en Commonwealth munten sloeg, gebruikte het muntteken M van 1920 tot 1941.
Tussen 1965 en 1967, toen de Munt werkte om de zilveren munten te vervangen door munten van onedele metalen, werden munttekens tijdelijk afgeschaft (ook bij de penny en de nickel) om het hamsteren van munten door numismaten te ontmoedigen. Munttekens werden in 1968 verplaatst naar de voorzijde van de nickel, dime, quarter en halve dollar en in 1971 bij de herintroductie kwamen ze op de dollar munt.
- Cent: anders dan de overige munten hadden de centen hun munttekens tot 1964 op de keerzijde. De centen met daarop Abraham Lincoln hebben, sinds de introductie in 1909, altijd het muntteken op de voorzijde onder het jaartal, rechts van Lincolns buste gehad.
- Nickel: nickel is de naam van de 5 cent muntstukken. Het muntteken bevond zich vlak bij de rand van de voorzijde, tussen 1968 en 2005 bevond het zich aan de rechter zijde van Thomas Jeffersons buste. De volledig opnieuw ontworpen voorzijde van de nickel verscheen in 2006, deze had het muntteken rechts onder de datum. Vele nickels uit de periode tussen 1938 en 1964 zijn nog steeds in omloop en hun munttekens kunnen op de keerzijde rechts van Monticello gevonden worden, met uitzondering van de nickels uit de periode tussen 1942 en 1945 zoals eerder vermeld.
- Dime: dime staat voor de muntstukken van 10 cent. Het muntteken bevindt zich boven de datum aan de voorzijde, rechts van Franklin Delano Roosevelts buste.
- Quarter dollar: de quarter is de 25 cent munt. Het muntteken bevindt zicht rechts van George Washingtons buste.
- Half dollar: het muntteken bevindt zich onder het midden van John F. Kennedy's buste, boven de datum.
- Eisenhower Dollar (1971-1978): het muntteken bevindt zich onder het midden van Dwight D. Eisenhowers buste, boven de datum.
- Susan B. Anthony dollar (1979-1981, 1999): het muntteken bevindt zich rechts van Susan B. Anthony's buste.
- Sacagawea dollar (2000-2008): het muntteken bevindt zich net onder de datum. In 2009 werden de datum, het muntteken en E pluribus unum verplaatst naar de rand van de munt.
- Presidentiele dollar, voor het eerst in 2007 uitgegeven, het muntteken en jaartal bevinden zich aan de rand van de munt.

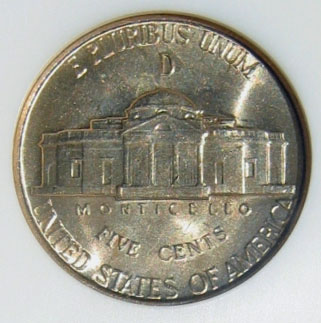
Keerzijde van de oorlogsnickel, met het muntteken vlak bij het Monticello

Vanwege een tekort aan nikkel gedurende de Tweede Wereldoorlog werd de samenstelling van de vijf cent munt gewijzigd, het ging ook zilver bevatten. Om deze aanpassing duidelijk te maken werden nickels gemunt in Philadelphia voorzien van het muntteken P in een veld boven de dom van Monticello. Nickels uit San Francisco warden op een vergelijkbare manier gemunt, de nickels uit Denver werden in 1943 aangepast. Deze nieuwe locatie van het muntteken werd behouden tot 1946, toen de samenstelling weer hetzelfde werd als van voor de oorlog.
Het muntteken P werd na de oorlog niet meer gebruikt, maar kwam in 1979 wel weer terug op de Susan B. Anthony dollar. Tegen 1982 was het muntteken weer terug op vrijwel elke circulatiemunt, behalve de cent, en wordt tot op de dag van vandaag gebruikt. De centen welke in de jaren 80 voor circulatie zijn geslagen (dus zonder de proof munten) in San Francisco en West Point dragen allemaal geen muntteken, omdat die faciliteiten werden gebruikt om de productie van Philadelphia aan te vullen.
Gezien de beperkte aantallen die in elke fabriek geproduceerd werden, zouden ze kunnen worden verzameld als verzamelobjecten.

## Bron
Dit artikel of een eerdere versie ervan is een (gedeeltelijke) vertaling van het artikel United States Mint op de Engelstalige Wikipedia, dat onder de licentie Creative Commons Naamsvermelding/Gelijk delen valt. Zie de bewerkingsgeschiedenis aldaar.